# 行李
行李，又稱行囊，是旅行時攜帶物品以及其容器的合稱。現代的行李通常裝在行李箱中，短期或時常移動的旅行常用背包。

## 歷史
在現代的行李箱和後背包發明以前，行李通常裝在木箱或布袋中。用來裝行李的木箱和當家具用的木箱類似，只不過因為運送需求而更為堅固。因為木箱很重，通常有專門的搬運工或是馱獸負責搬運。

## 內容物
行李中佔最大空間的通常是衣物。其他常見的物件包括食物、盥洗用具、藥品、照相機、行動電腦等等。回程時也常有紀念品和伴手禮。若是搭飛機或是過海關，可能無法帶農產品、武器（包括水果刀、刮鬍刀、球棒、弓箭等）、易燃物等等。

## 形式
因為裝有許多貴重物品，而且又會帶出門到公共場所，行李有時會上鎖（行李箱鎖）。為了配合機場的安全檢查，有些人會使用特製的海關鎖。為了配合航空公司的行李規定，行李的大小通常不超過130公升（68 cm x 53 cm x 35 cm）、22.5 公斤。帶上飛機的隨身行李通常小於55 cm × 40 cm × 25 cm，7~10 公斤。

## 其他功能
有些人用裝行李的容器來展示其身份地位，講究其設計、品牌和價格。